# Myrioblephara defulvata
Myrioblephara defulvata là một loài bướm đêm trong họ Geometridae.